# Anaxipha valida
Anaxipha valida är en insektsart som först beskrevs av Bolívar, I. 1910.  Anaxipha valida ingår i släktet Anaxipha och familjen syrsor. Inga underarter finns listade i Catalogue of Life.